# Szaguk
A szaguk (sageuk) szó koreai nyelven a „történelmi drámákat” jelöli, legyen az hagyományos színmű, film vagy televíziós sorozat. A nem koreai nyelvű irodalomban a szaguk (sageuk) szó leggyakrabban kifejezetten a filmeket és sorozatokat jelöli.
1923-ban készült el az első történelmi filmnek tartott The Story of Chun-hyang, japán rendezésben, de az első koreai hangosfilm is történelmi film volt. A koreai filmgyártás fénykora az 1950-es évektől az 1980-as évekig tartott, ekkor számos szaguk (sageuk) is készült, mint például I Gjuhvan (Lee Gyu-hwan) 1955-ös Cshunhjang (Chunhyang)-adaptációja. Az 1960-as években a történelmi melodrámák voltak mérvadóak, valamint a harcművészeti filmek. Az 1970-es években a mozi hanyatlani kezdett, az 1980-as években pedig már annyira a televízió vette át a hatalmat, hogy a moziba erotikus történelmi filmekkel próbálták meg visszacsábítani a nézőket. Az 1990-es évekből Im Gvonthek (Im Gwon-taek) filmjeit, valamint a The Legend of Gingko és a The Eternal Empire című filmeket lehet kiemelni. A 2000-es évektől a szaguk (sageuk) filmek ismét fénykorukat élik a mozikban, 2012 és 2015 között például öt olyan alkotást is vetítettek, amelyek nézőszáma meghaladta a tízmilliót. A valaha volt legsikeresebb koreai film is szaguk (sageuk): az Admirális – Aki legyőzte Japánt 17,6 millió eladott jeggyel zárt 2014-ben.
Az első televíziós sorozatot az állami KBS csatorna tűzte műsorra 1962-ben Kuktho malli (Gukto manri) címmel. Az 1960-as évek trendjével ellentétben az 1970-es években a drámai történelmi személyek helyett nemzeti hősöket ábrázoltak inkább, mint például I Szunsin (Lee Sun-shin) vagy Szedzsong (Sejong) király. Az 1980-as évek legmeghatározóbb szaguk (sageuk) klasszikusa a Csoszonvangdzso 500 njon (Joseonwangjo 500 nyeon) („Csoszon ötszáz éve”) című sorozat volt. Az 1990-es években bár számos minőségi történelmi sorozatot vetítettek, a hagyományos, palotaintrikákat bemutató alkotások nézettsége meg sem közelítette az új formátumú modern sorozatok nézettségét. A 2000-es években született meg a „fúziós szaguk (sageuk)” műfaja, ami megváltoztatta a történelmi sorozatok műfaját Koreában, olyan művekkel, mint a Ho Dzsun, a Tamo (Damo) vagy A palota ékköve.
A legnépszerűbb témákat a koreai folklór egyes elemei, a híres, hírhedt vagy tragikus életű hercegek, királyok, a nemzeti hősök és a híres nők szolgáltatják mind a filmek, mind a televíziós sorozatok számára.

## Története

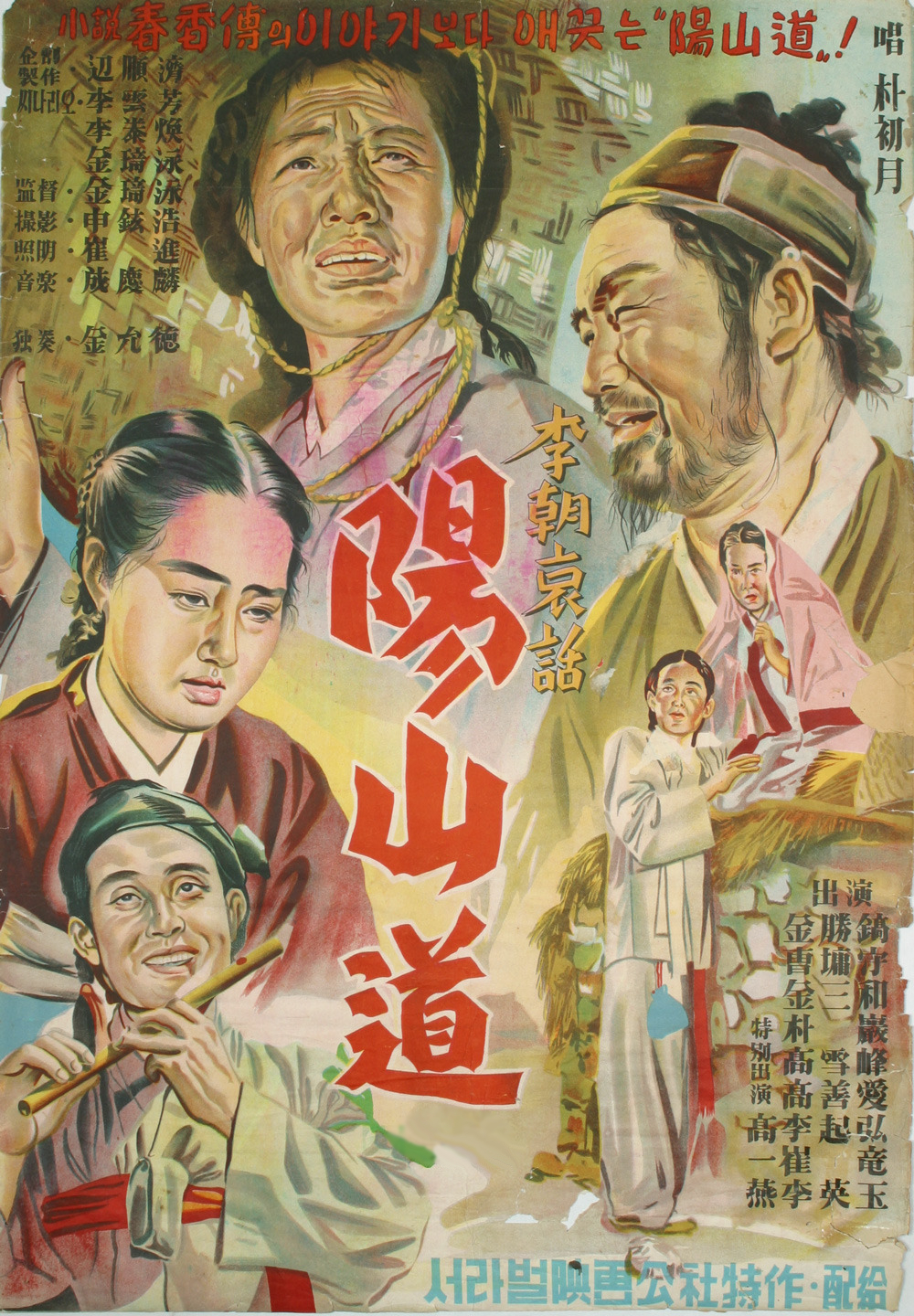
A Jangszan-do (Yangsan-do) 1955-ös posztere

### A kezdetek
Az első szaguk (sageuk)nak nevezhető koreai film a The Story of Chun-hyang („Cshunhjang (Chunhyang) története”) 1923-ban készült és a japán Hajakava Kosú (早川孤舟) rendezte. A koreai folklór egyik legnépszerűbb története a Cshunhjang (Chunhyang)-történet, vissza-visszatérő alap a koreai filmművészetben, több mint egy tucat film és több televíziós sorozat is készült belőle. Mérföldkövek is fűződnek hozzá, 1935-ben I Mjongu (Lee Myeong-woo) Cshunhjangcshon (춘향전, Chunhyangcheon) című alkotása az első koreai hangosfilm. 1940-től a koreai filmek száma megcsappant, a japán gyarmati filmpolitikának köszönhetően jobbára csak propagandafilmeket volt szabad készíteni, sok filmrendező elmenekült az országból, akik maradtak, azoknak be kellett állniuk a pro-japán táborba, a háború végét követően pedig jobbára a felszabadulást ünneplő alkotások készültek, történelmi témájúak nem nagyon.
A koreai háborút követően az 1950-es években a történelmi filmekre a romanticizmus volt jellemző, gyakran női szereplőkre koncentrálva. Ennek oka a színházakban keresendő: népszerűek voltak a nagyszabású koreai operák, amelyeket aztán egy-egy sikeres évadot követően mintegy vászonra adaptáltak. Mivel ezek a történetek az emberi sorsokra, küzdelmekre, érzésekre koncentráltak, a történelmi háttér szinte irreleváns volt. Ezért is inkább a homályos három királyság időszakát preferálták, amiről jóval kevesebbet lehetett tudni, mint a Csoszon (Joseon) vagy a Korjo (Goryeo) korról, így nem kellett a történelmi pontossággal foglalkozni. Olyan művek születtek ekkor, mint az 1956-os Vangdzsa Hodongggva Nangnang kongdzsu (Wangja Hodonggwa Nangnang gongju) (왕자호동과 낙랑공주, „Hodong herceg és Nangnang hercegnő”), mely Korea sajátos Rómeó és Júlia-történetét dolgozza fel.
Az 1950-es évektől az 1980-as évekig tartó korszakot Cshungmuro (충무로, Chungmuro), a „koreai Hollywood” fénykorának tartják, évente száznál is több filmet forgattak ebben az időszakban. A rendkívül sikeres történelmi filmek, mint I Gjuhvan (Lee Gyu-hwan) 1955-ös Cshunhjang (Chunhyang)-adaptációja, Kim Gijong (Kim Gi-yeong) (김기영) Jangszan-do (Yangsan-do) (양산도, angol címén Yangsan Province) című melodrámája, vagy Cson Cshanggun (Jeon Chang-geun) 1959-es Kodzsong hvangdzseva isza An Dzsunggun (Gojong hwangjewa uisa An Jung-geun) (고종황제와 의사 안중근, angol címén King Gojong and martyr An Jung-Geun) című filmje fellendítették a történelmi filmek iránti igényt.

### 1960-as évek
Az 1960-as évek történelmifilm-sikerei mögött jobbára olyan alkotások álltak, amelyek más közegben már sikeresnek bizonyultak, például a korábbi évtizedekben népszerű rádiójáték formájában, vagy pedig színdarabként, operaként vagy regényként láttak először napvilágot. Ilyen volt például az 1961-es Csang hibin (Jang huibin) (장희빈), az 1968-as Nesi (Naesi) (내시, Eunuch) vagy az 1969-es Women of Yi Dynasty (이조 여인잔혹사, Idzso joindzsanhoksza (Ijo yeoinjanhoksa)). Ebben az időszakban az '50-es évekhez képest a konzervatívabb légkör volt uralkodó, ami részben köszönhető Pak Csong Hi diktatúrájának is. Ennek megfelelően a történelmi melodrámák voltak mérvadóak, azonban akadtak olyan kivételek is, mint Csong Cshanghva (정창화, Jeong Chang-hwa) Shaw Brothers-inspirálta harcművészeti filmjei. Ebben az időben kezdtek a Csoszon (Joseon)-kor felé fordulni, a királyok és hivatalnokok közötti kapcsolatot bemutatni, amivel az elkövetkezendő évtizedekre meghatározták a történelmi filmek jellegét. A nézők ebben az időszakban már a megtörtént események feldolgozására voltak kíváncsiak, inkább mint homályos, régmúlt legendákra. Korábban a modern élet újdonsága miatt a nézők a megszokott, ismert régi dolgokat keresték a történelmi filmekben, a hatvanas évekre azonban már megszokták a modern életmódot, így ezek a filmek is inkább a dekadens vagy újszerű történeteket preferálták.
1962-ben került képernyőre a KBS csatornán az első történelmi televíziós sorozat, azaz szaguk (sageuk), a Kuktho malli (Gukto manri) (국토만리) Kim Dzsehjong (Kim Jae-hyeong) (김재형) rendezésében, mely a Kogurjo (Goguryeo) királyság idejében játszódott.

### 1970-es évek
Az 1970-es években a televíziókészülékek terjedésével a tévésorozatok száma is megnőtt, és akárcsak a mozivásznon, itt is érezhető volt az országot vezető rezsim politikai ideológiája, melynek következtében a drámai történelmi személyek helyébe nemzeti hősöket helyeztek, mint például I Szunsin (Lee Sun-shin) vagy Szedzsong (Sejong) király. Az ekkor vetített szaguk (sageuk)ok jobbára legendákkal vegyítették a történelmet. Ennek fő oka az volt, hogy a megnövekedett kereslet miatt a napi epizódokkal vetített sorozatok forgatókönyvéhez átböngészni a handzsával (kínai írásjegyekkel) írt történelmi dokumentumokat szinte lehetetlen vállalkozás lett volna, valamint a legendákat könnyebb volt dramatizálni.

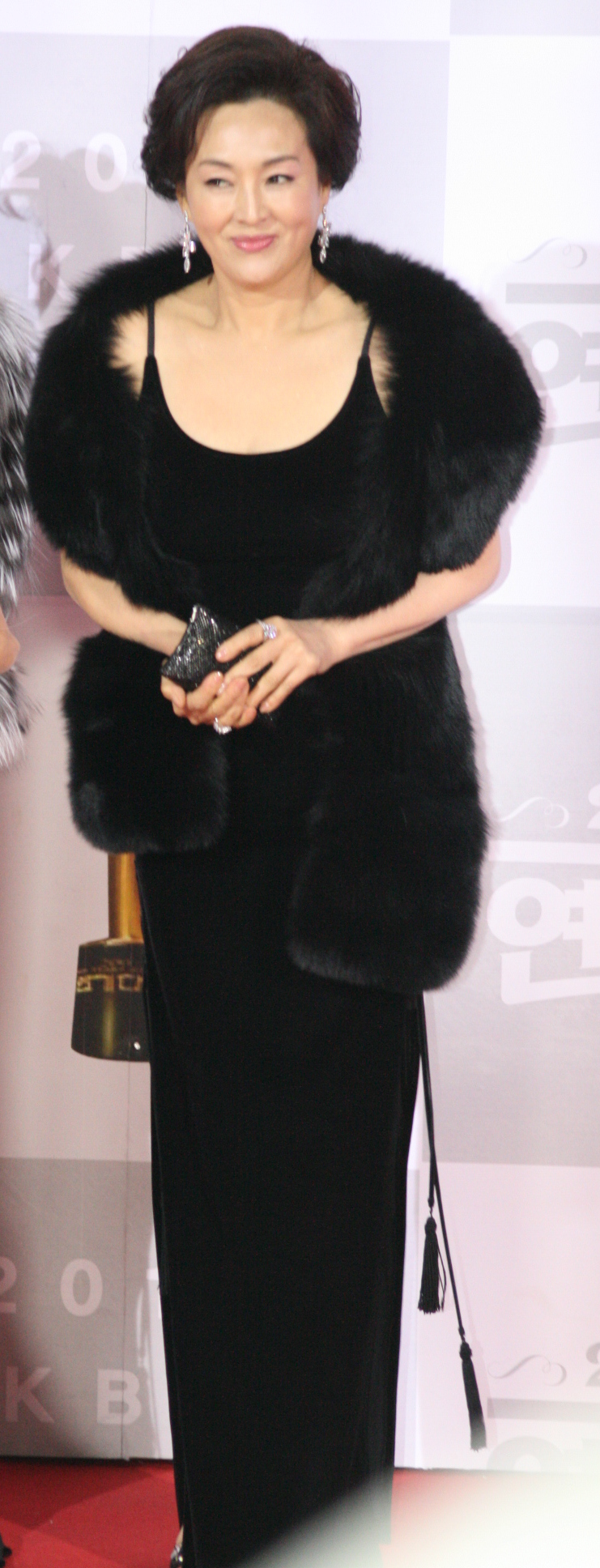
I Bohi (Lee Bo-hui) (이보희), az O Udong (Eo Udong) főszereplője 2010-ben

A mozik a televíziózás beindulásának hatására hanyatlani kezdtek, a történelmi filmek közül csupán kettőnek sikerült kasszasikert aratnia: I Gjuung (Lee Gyu-ung) 1971-es Szongung I Szunsin (Seongung Yi Sun-shin) (성웅 이순신) című filmjének, valamint I Szonggu (Lee Seong-Gu) sokadik Cshunhjang (Chunhyang)-feldolgozásának. A kritika jól fogadta viszont az olyan kosztümös alkotásokat, mint a Gate of Woman (홍살문, Hongszalmun (Hongsalmun); r: Pjon Dzsangho (Byeon Jang-ho), 변장호; 1972), az An Executioner (망나니, Mangnani; r: Pjon Dzsangho (Byeon Jang-ho), 1974), a Concentration of Attention (집념, Csibnjom (Jibnyeom); r: Cshö Inhjon (Choi In-hyeon), 최인현; 1976) vagy az A War Diary (난중일기, Nandzsungilgi (Nanjungilgi); r: Csang Ilho (Jang Il-ho), 장일호; 1977).

### 1980-as évek
Az 1980-as évek legkiemelkedőbb szaguk (sageuk) klasszikusa a Csoszonvangdzso 500 njon (Joseonwangjo 500 nyeon) (조선왕조500년, „Csoszon ötszáz éve”) című sorozat volt, mely nyolc évig futott, 11 különálló sorozattal, összesen mintegy 800 résszel és a Csoszon (Joseon)-kor történelmét mutatta be. A sorozat érdekessége, hogy a hivatalos Csoszon (Joseon)-kori feljegyzésekre hagyatkozott (egyes források szerint liberális módon) és gyakran vitatott, ellentmondásos témákat, eseményeket is bemutatott. A sorozatot a A palota ékkövét is jegyző I Bjonghun (이병훈, Lee Byung Hoon) készítette. Ezzel szemben az állami KBS csatornán futó Keguk (Gaeguk) (개국, „Az alapítás”) című sorozat, amely Thedzso (Taejo) király államalapítását mutatta be a Twitch Film szerint „teljesen úgy kezelte azt, ahogyan I Szonggje (Lee Seong-gye) magához ragadta a korjói (goryeói) trónt, mintha mennyei manna lenne (több módon is Cson Duhvan (Jeon Du-hwan) 80-as évekbeli politikai hatalomra emelkedéséhez hasonlítva).”
A televízió által kínált változatos műsorok és programok miatt a koreai mozinak egyetlen kiútja maradt: olyan műfajjal csábítani be a nézőket, amelyet a televízió képernyőjén nem láthatnak: az erotikus filmekkel. Ezen filmek jó része pedig történelmi körítésű volt, és sikereket is aratott a kasszáknál, mint például az O Udong (Eo Udong) (어우동, 1985) vagy a Ppakkugido pame ununga (Bbakkugido bame unenga) (뻐꾸기도 밤에 우는가, Does the Cuckoo Cry at Night; 1985). Bár ezekkel az erotikus történelmi filmekkel el lehetett csábítani a nézőket, a szaguk (sageuk) mozifilmek ideje leáldozóban volt Dél-Koreában, ugyanakkor küszöbön állt a televíziós megújulása a műfajnak.

### 1990-es évek

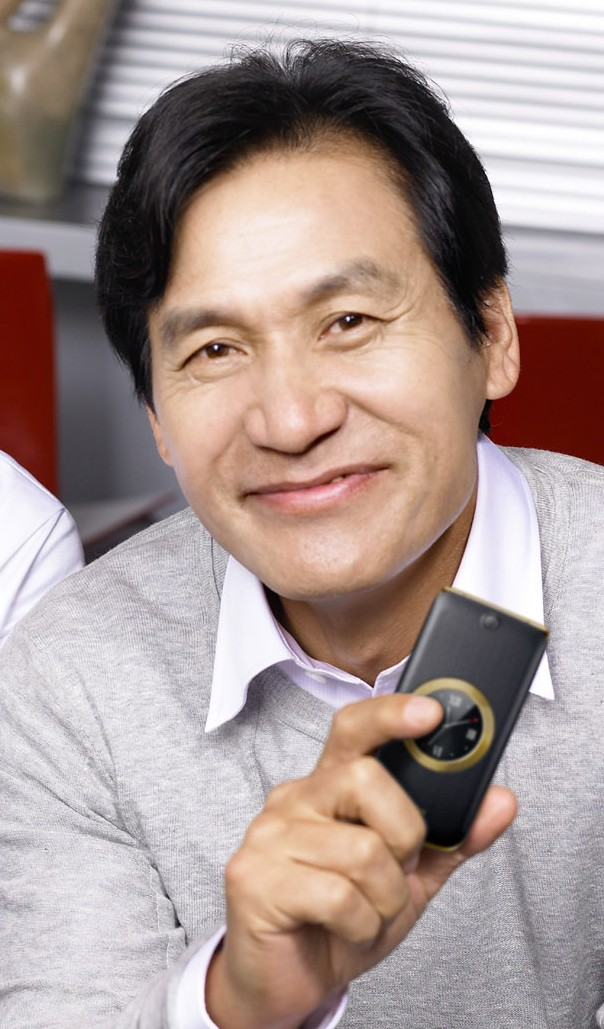
An Szonggi (An Seong-gi) (안성기), a The Eternal Empire főszereplője 2009-ben

Az 1990-es évek elején a mozifilmek sorában szinte nem találni történelmi filmeket, kivéve talán Pe Cshangho (Bae Chang-go) (배창호) Kkum (꿈, Dream; 1990) című filmjét. 1995-ben készült el a kiváló kritikákat kapó The Eternal Empire (영원한 제국, Jongvonhan cseguk (Yeongwonhan jeguk)). A film azért különleges, mert általában ha Csoszon (Joseon) ezen időszakát (18. század) dolgozzák fel, akkor a rizsládában megfullasztott Szado (Sado) koronaherceg szenvedéseire koncentrálnak, ez a film azonban a herceg megölésének politikai következményeit helyezi előtérbe. Bár a történelmi film normáitól eltérő mesélésű alkotás nem vonzotta a nézőket, a Grand Bell Awardson nyolc díjat kapott, beleértve a legjobb film és a legjobb rendező díját is. Ebben az időszakban Im Gvonthek (Im Gwon-taek) filmjeit lehet még kiemelni, valamint az 1996-os The Legend of Gingko című alkotást.
A '90-es években számos minőségi szaguk (sageuk) futott a televíziókban, például a Han Mjonghö (Han Myeong-hui) (한명회, 1994), a Csang Nokszu (Jang Nok-su) (장녹수, 1995), a Tears of the Dragon (용의 눈물, Jongi nunmul (Yongui nunmul); 1996–1998) vagy a King of the Wind (대왕의 길, Tevangi kil (Daewangui gil); 1998). A nézettség azonban nem érte el a modern sorozatokét, alig volt olyan történelmi sorozat, ami elérte a 30%-os küszöböt (összehasonlításképp: a Sandglass című sorozat nézettsége 50,8% volt).

### 2000-es évek

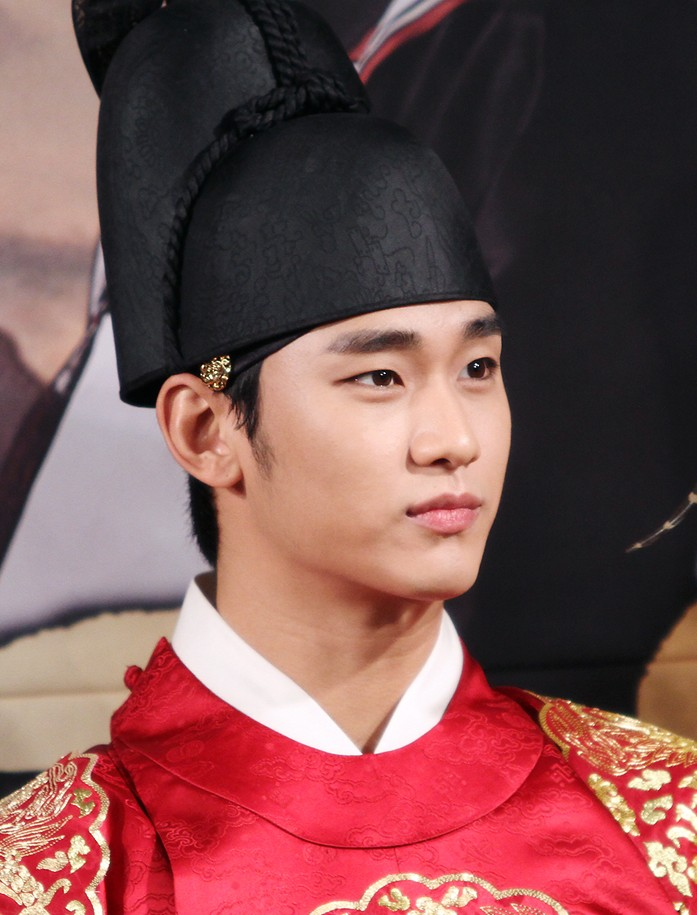
Kim Szuhjon (Kim Su-hyeon), a Moon Embracing the Sun főszereplője a sorozat sajtótájékoztatóján

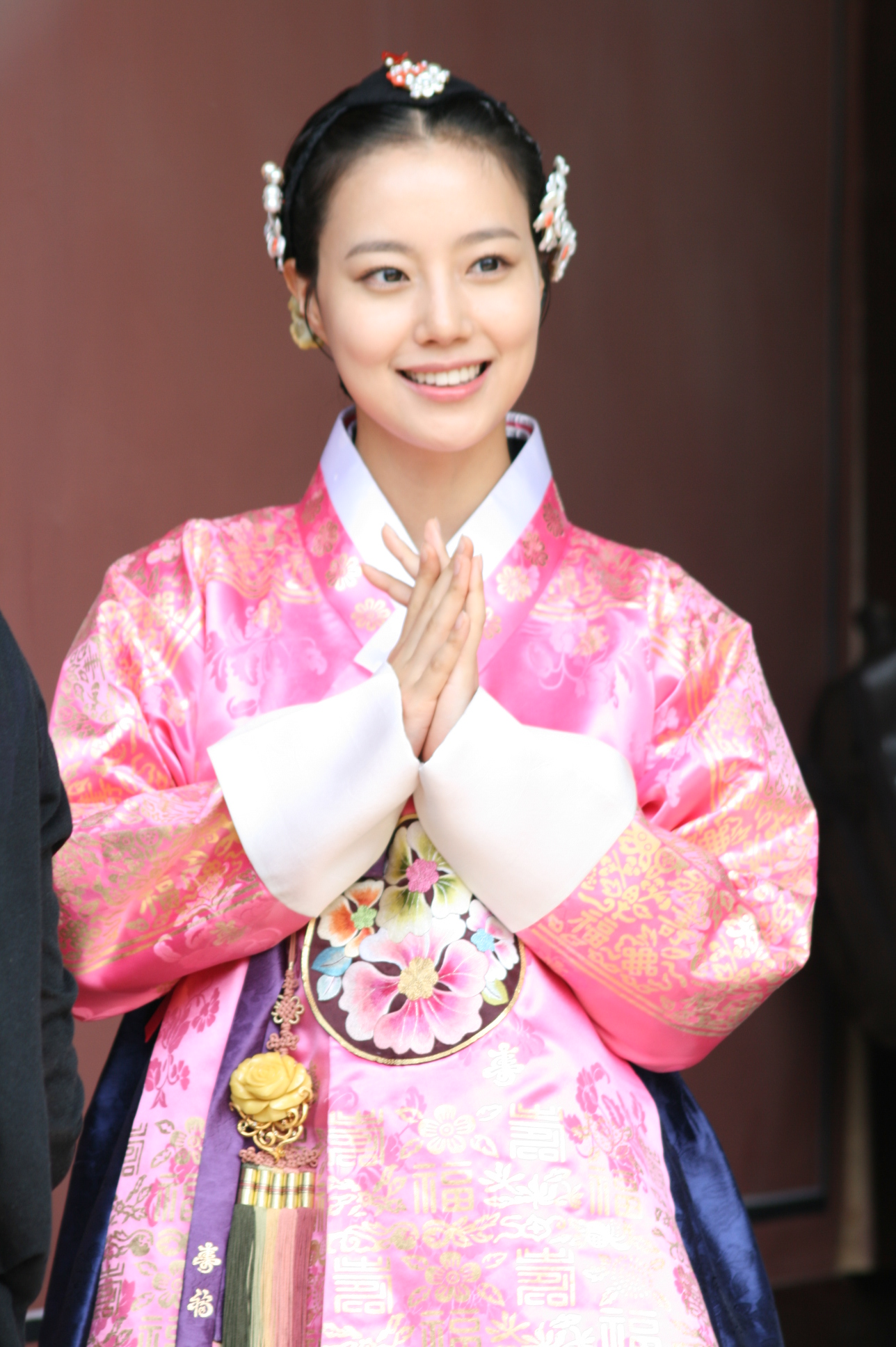
Mun Cshevon (Mun Chae-won) színésznő mint Szedzso (Sejo) király leánya a The Princess’ Man című sorozat poszterfotózásán

A 2000-es évek elején a televíziózásban a szaguk (sageuk) műfaja főképp az időseket vonzotta a képernyők elé. A fiatalok számára vonzóbbak voltak a modern sorozatok, amelyekhez könnyebben tudtak viszonyulni. A komplikált történetű, archaikus nyelvezetű, idősebb színészeket felvonultató történelmi sorozatok unalmasak voltak a fiatalabb generációk számára. A változás I Bjonghun (Lee Byeong-hun) producer nevéhez fűződik, aki leszerződtette a fiatal és sikeres Cshö Vanggju (Choi Wan-gyu)t (최완규) a Ho Dzsun (허준) forgatókönyvének megírására. A sorozat nem száraz történelmi eseményekre, háborúkra fókuszált, hanem az emberekre, azon belül is a legendás Csoszon (Joseon)-kori királyi orvos személyére és az érzelmekre. Ezzel megszületett a „fúziós szaguk (sageuk)” műfaja, ami megváltoztatta a történelmi sorozatokat Koreában. 2003-ban került képernyőre a Tamo (Damo) (다모), Ha Dzsivon (Ha Ji-won) főszereplésével, mely az első HD-ben forgatott koreai sorozat volt. Az alkotás egyesítette a trendi doramák irányvonalát a hongkongi akciófilmek wire-fu akciójeleneteivel, miközben fiktív történetet mesélt el egy valós történelmi korban.
Az évtized eleji történelmi sorozatok között igazán nagy nemzetközi sikert az ugyancsak I Bjonghun (Lee Byeong-hun)-rendezte 2003-as A palota ékköve aratott, amelyet 91 országban tűztek műsorra a televíziók (köztük Magyarország is), és mintegy 103,4 millió dolláros bevételt hozott az MBC-nek. A sorozat témaválasztásában újdonságot hozott: olyan női főszereplőt helyezett a középpontba, aki eltért a hagyományos szaguk (sageuk)ok női főszereplőitől. Korábban királyi ágyasok, hódító szeretők vagy éppen a konfuciánus eszményeket megtestesítő erkölcsös anyák voltak a főszereplők, és a női nézőket ezek a történetek már nem vonzották. Ezzel szemben A palota ékkövének középpontjában egy köznépből származó nő áll, aki Csoszon (Joseon) első női királyi orvosa lett. Ezt a történetet pedig kombinálták a koreai udvari ételek színes világával, olyan elegyet alkotva, amely nem csak Koreában, de külföldön is rendkívüli sikereket aratott. Ugyancsak nagy belföldi és jelentős külföldi sikereket ért el a Csumong (Jumong), ami 51%-os nézettséget ért el 2007-ben, valamint hétmillió dolláros külföldi eladással zárt. Számos népszerű szaguk (sageuk) került a képernyőkre ezt követően, például a Hvang Dzsini (Hwang Jini), A királyi ház titkai, a Hong Gildong, a Cshuno (Chuno), a Moon Embracing the Sun, A császárság kincse vagy a Jungnjongi narusa.
Ahogy a fúziós szaguk (sageuk) meghódította a képernyőt, lassan a moziba is beszivárgott, főképp a televíziós sorozatok sikere, valamint olyan kínai filmek, mint a Tigris és sárkány, a Hős vagy az amerikai Gladiátor sikere nyomán megnőtt az igény az ilyen jellegű koreai filmekre is. 2003-ban az Eltitkolt botrány került a mozikba a sorozatsztár Pe Jongdzsun (Bae Yong-jun) főszereplésével. Az igazi fordulópontot a történelmi filmek esetében azonban A király és a bohóc jelentette, ami nem várt sikert aratott a kasszáknál: tizenkét millióan váltottak rá jegyet. A kosztümös filmek a 2010-es években rendkívül sikeresek Koreában, 2012 és 2015 között a tízmilliós nézőszámot meghaladó nyolc koreai alkotás közül öt volt történelmi jellegű, az Admirális – Aki legyőzte Japánt pedig 17,61 millió eladott jeggyel minden idők legsikeresebb hazai filmje lett. A legnépszerűbb alkotások itt is fúziós jellegűek: történelmi tényeket ötvöznek képzeletbeli eseményekkel vagy személyekkel. Ilyen alkotás például Az arcismerő vagy A férfi, aki királyt játszott. Az úgynevezett „palotadrámákon” túl a látványos elemekkel szőtt szaguk (sageuk)ok is sikeresek a 21. században, például az Íjak háborúja, a The Grand Heist vagy a Kalózok. Megjelentek a filmsorozatok is, például a Detective K-filmek, melyekben detektívtörténeteket helyeznek Csoszon (Joseon)-kori díszletbe. Újra előtérbe kerültek az erotikus történelmi filmek is, mint az Erkölcstelen tudós, a The Servant vagy az Empire of Lust.

## Népszerű témák
A legnépszerűbb témák között vannak az alábbiak:
- A koreai folklór elemei: például a phanszori (pansori)-történetek, mint a Cshunhjangga (Chunhyangga); népmesék, mint a Hodong herceg és Nangnang hercegnő; koreai mitológiai lények, mint a kumiho (gumiho)
- A három királyság korszaka
- A Csoszon (Joseon)-kor királyai és hercegei közül leginkább a híresebb vagy drámaibb életűek, mint Szado (Sado) koronaherceg, Jonszangun (Yonsangun) király, Csongdzso (Jeongjo) király, Szedzsong (Sejong) király, Kodzsong (Gojong) császár, Thedzso (Taejo) király;
- Híres nők: mint Hvang Dzsini (Hwang Jini), Csang hibin (Jang huibin), Csang Nokszu (Jang Noksu), Mundzsong (Munjeong) királyné
- Híres katonák: mint I Szunsin (Yi Sun-sin)